# Alexia Cerenys
Alexia Cerenys, née en 1986, est une joueuse française de rugby à XV, connue notamment pour être la première joueuse de rugby transgenre à évoluer en club d'élite féminin.

## Biographie
Alexia Cerenys joue d'abord au football à Mont-de-Marsan au Stade montois football, suivant les traces de son père, mais elle abandonne vite la discipline qu'elle trouve trop individualiste,. Un peu plus tard, lors de la saison 1999-2000, elle commence la pratique du rugby à XV sur la recommandation de camarades de collège.
À 14 ans, elle intègre le Stade montois rugby. Elle joue trois ans en cadet, deux années en junior Crabos dont la seconde année à Périgueux et deux années en Reichel B avant d'intégrer l'équipe espoirs du club,, tout en suivant des études de mécanique automobile. Lors de son séjour à Périgueux, lors duquel elle obtient un BTS, elle se pose beaucoup de questions sur son genre, mais veut « rester dans le droit chemin » ; c'est à son retour à Mont-de-Marsan qu'elle commence à acheter des vêtements féminins qu'elle porte en secret. Elle sait cependant dès le plus jeune âge qu'elle est une femme trans,.
Début janvier 2008, elle se fait une rupture partielle du ligament croisé et est arrêtée trois mois. À son retour à l'entraînement, elle se blesse au ménisque. Elle doit se faire opérer et réintègre son groupe mi-août. À la veille de la reprise du championnat, elle souffre d'une rupture ligamentaire de fatigue à la cheville et est à nouveau arrêtée quatre mois. Elle décide alors, à 22 ans, de mettre un terme à sa carrière sportive et à ses espoirs de contrat professionnel.
Une saison plus tard, un ami lui propose de jouer à Villeneuve-de-Marsan en Fédérale 3. Elle se lance à nouveau, mais se fait une déchirure musculaire en décembre et elle décide d'arrêter définitivement le rugby, un événement qui coïncide avec une rupture amoureuse difficile.
Elle fait son coming out de femme trans en février 2010 auprès de sa meilleure amie, un acte qu'elle juge difficile parce qu'elle a beaucoup surveillé toutes ses propres actions pour ne pas laisser paraître la moindre féminité dans le milieu extrêmement viril de son sport. Son coming out se passe pourtant très bien auprès de ses amis,. Ses parents mettent quatre mois à accepter la nouvelle, avant qu'une visite familiale chez son psychologue ne les rassure ; pendant ce temps, elle commence sa transition de genre hormonale. Elle se concentre sur sa transition et abandonne complètement le rugby, n'allant même plus voir les matches de ses proches. Entre 2014 et 2016, Alexia Cerenys subit cinq opérations et prend 35 kilogrammes, surtout en raison de la prise d'hormones féminisantes.
Fin 2015, un client de son entreprise lui demande pourquoi elle ne reprend pas le rugby, comme il y a une équipe féminine à Mont-de-Marsan. En janvier 2016, elle appelle le secrétariat du club pour demander à l'intégrer. En mars, Alexia Cerenys reçoit ses papiers d'identité à son nom et sa carte vitale dont le numéro commence par un 2, les conditions pour intégrer le club, et elle s'inscrit en loisir à la rentrée de septembre 2016. Les débuts sont très difficiles physiquement : elle est sous traitement hormonal depuis 4 ans et n'a fait aucune activité sportive pendant ce temps, elle a donc perdu toutes ses capacités sportives. Elle bénéficie d'un accueil chaleureux, ses coéquipières portant réclamation et la protégeant lorsque d'autres clubs ou supporters lui adressent des insultes transphobes,. Deux clubs portent plainte auprès de la Ligue Aquitaine.
En parallèle, elle s'implique dans des associations de défense des droits des personnes trans, en particulier pour les personnes trans dans le sport. Elle s'oppose également à l'été 2020 au projet de World Rugby d'interdire les femmes trans dans les compétitions féminines de haut niveau, contactée pour cela par l'International Gay Rugby. Elle contacte aussi la Fédération française de rugby, et Bernard Laporte et Serge Simon lui confirment que World Rugby ne peut pas contredire les lois des pays ni le CIO et que son avenir sportif ne sera pas remis en question tant qu'elle reste licenciée en France. Fin 2020, World Rugby publie finalement une recommandation déconseillant de sélectionner des femmes trans au niveau international, sans l'interdire ; les fédérations française, canadienne, néo-zélandaise et australienne annoncent qu'elles ne respecteront pas la recommandation. Elle devient ensuite porte-parole de la Fédération française de rugby et intègre sa commission anti-discriminations et égalité de traitement,,. Elle argumente qu'elle n'est ni la plus grande, ni la plus lourde des joueuses de son équipe et que les différences de gabarit sont normales dans le sport, citant par exemple la grande taille de Victor Wembanyama, et qu'elles ne justifient pas d'exclure les femmes trans ; elle milite avec Jean-Bernard Moles pour la participation des personnes trans aux compétitions sportives sans catégorie spécifique.
Alexia Cerenys évolue avec le club de Mont-de-Marsan en troisième division pendant deux saisons avant d'être repérée par le club de Lons, qui avait déjà entendu parler d'elle avant sa transition. Les clubs de Bordeaux et de Bruges Blanquefort la contactent également pour la recruter. Elle-même est en désaccord avec le président de son club, qui refuse une montée en Élite 2. En septembre 2018, elle intègre le club de Lons Rugby féminin où elle joue en première division du championnat de France, devenant la première joueuse ouvertement transgenre à jouer à haut niveau,. Elle est en parallèle technicienne chauffagiste dans l'entreprise de plomberie de son père.
En 2023, elle passe son premier niveau d'arbitrage et fait ses débuts en arbitrant la Pride Rugby Cup.
Elle met un terme à sa carrière sportive à l'issue de la saison 2024-2025.